# Isola di Sibirjakov
L'isola di Sibirjakov (in russo Остров Сибирякова, ostrov Sibirjakova) è un'isola russa bagnata dal mare di Kara.
Amministrativamente appartiene al distretto di Tajmyr del Territorio di Krasnojarsk, nel Circondario federale della Siberia.
Non va confusa con l'omonima isola che si trova nel Territorio del Litorale, a sud di Vladivostok.

## Geografia
L'isola è situata nella parte meridionale del mare di Kara, a circa 36 km dalla penisola del Tajmyr, all'estremità settentrionale del golfo dello Enisej. A sud-ovest, dista 37 km dalla penisola di Gyda e 30 km dall'isola Olenij ed è da essa separata dallo stretto di Ovcyn (пролив Овцына, proliv Ovcyna). Insieme alle acque costiere, fa parte della Riserva naturale del Grande Artico.
L'isola ha una lunghezza di 38 km e una larghezza massima di 27 km. La superficie è di 846,7 km².

Le coste sono piatte e gran parte diritte e si sviluppano per 129,7 km. Fanno eccezione la parte sud-orientale e sud-occidentale che sono costituite da piccole baie, protette dal mare da isolotti minori e da banchi di sabbia.

Il territorio, composto da vegetazione della tundra artica, è una pianura ondulata, paludosa, che raggiunge un'elevazione massima di 33 m s.l.m.; è disseminato di numerosi fiumi che sfociano in tutte le direzioni, il più lungo dei quali, la Glubokaja (река Глубокая, reka Glubokaja), si estende per 18 km. Molti fiumi hanno come sorgente altrettanti piccoli laghi.

Da ottobre a luglio l'isola è circondata di ghiaccio.

## Storia
L'isola deve il nome all'esploratore finlandese Adolf Erik Nordenskiöld, che nel 1878 la battezzò in onore del finanziatore delle sue spedizioni, Aleksandr Michajlovič Sibirjakov, conosciuto anche come esploratore della Siberia e possessore di miniere d'oro.

## Isole adiacenti
- Isola Nosok (остров Носок, ostrov Nosok), 16 km a nord, è una piccola isola curva e allungata, formata in realtà da un'isola principale e da due isolotti.